# ديريك والتون
ديريك والتون (3 أبريل 1995 في الولايات المتحدة - ) (بالإنجليزية: Derrick Walton)‏ هو لاعب كرة سلة أمريكي في مركز هجوم خلفي. لعب مع Michigan Wolverines men's basketball ‏.

## وصلات خارجية
- ديريك والتون على موقع الدوري الأوروبي لكرة السلة (الإنجليزية)
- ديريك والتون على موقع إن بي أي (الإنجليزية)
- ديريك والتون على موقع سبورتس رفرنس (الإنجليزية)
- ديريك والتون على موقع كرة السلة الأوروبية.كوم (الإنجليزية)
- ديريك والتون على موقع كلية كرة السلة في سبورتس رفرنس.كوم (الإنجليزية)
- ديريك والتون على موقع ريلجم (الإنجليزية)
- ديريك والتون على موقع بروبوليرز (الإنجليزية)
- ديريك والتون على موقع سبورتس رفرنس (الإنجليزية)
- ديريك والتون على موقع سبورتس رفرنس (الإنجليزية)